# Тропопауза

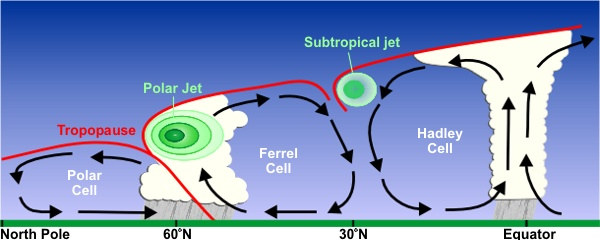
Зональное строение тропопаузы в виде красного контура сверху. Показаны разрывы тропопаузы на границе циркуляционных атмосферных ячеек — тропической ячейки Хадли (Hadley cell) и ячейки умеренных широт Феррела (Ferrel cell) — и неоднородности на границе ячейки Феррела и полярной ячейки.

Тропопа́уза (от др.-греч. τρόπος «поворот, изменение» + παῦσις «остановка, прекращение») — слой атмосферы, в котором происходит резкое снижение вертикального температурного градиента, естественный переходный слой между тропосферой и стратосферой.

## История появления термина
В тропосфере температура воздуха уменьшается с высотой примерно на 0,5–0,7 °С на 100 м. В 1902 году Леон Тейсерен де Бор обнаружил, что на некоторой высоте температура воздуха перестаёт понижаться и далее, с увеличением высоты, начинает повышаться. Он назвал эту границу тропопаузой и изобрёл термины стратосфера — для атмосферы, которая находится выше границы, и тропосфера — для нижнего слоя.

## Свойства
Тропопауза обладает слоистой структурой, в которой отдельные «пласты» могут существовать на различных высотах, а между ними наблюдаться значительные разрывы.
Согласно определению Всемирной метеорологической организации, нижняя граница тропопаузы (и, соответственно, верхняя тропосферы) — это минимальная высота, на которой вертикальный градиент температуры падает до 0,2 °С/100 м (или ниже) и среднее значение этого параметра в вышележащем слое толщиной 2 км не превышает 0,2 °С/км. В некоторых случаях наблюдается вторая тропопауза, если вертикальный градиент над первой тропопаузой превышает 3 °С/км. Толщина тропопаузы составляет от нескольких сотен метров до 2–3 километров.
В земной атмосфере высоты и температуры тропопаузы зависят от географической широты и подвержены сезонным и суточным колебаниям вследствие изменений инсоляции. В полярных районах тропопауза расположена на высотах 8—10 км (над уровнем моря), её температура составляет 210–220 K в умеренных зонах — на высотах 10–12 км, и 180–200 K — в тропиках, на высотах 16–18 км. В высоких и умеренных широтах тропопауза в зимний сезон на 1–2 км ниже и на 8–15 K теплее, чем в летний период; в тропических широтах сезонные колебания параметров тропопаузы значительно меньше.
В субтропиках наблюдаются разрывы тропопаузы на границах циркуляционных атмосферных ячеек, обусловленные субтропическими струйными течениями со скоростями, превышающими 30 м/с, эти разрывы разграничивают низкую тёплую полярную и холодную высокую тропическую тропопаузы. При вторжении холодных масс воздуха в низкие широты полярная тропопауза, расположенная на высотах 9–12 км, вклинивается под тропическую, находящуюся на уровне 15–17 км, в результате чего возникают две тропопаузы, после чего верхняя тропопауза постепенно разрушается.
В областях вне тропических струйных течений разрывы тропопаузы, как правило, отсутствуют.
Высота тропопаузы также подвержена непериодическим изменениям при синоптических процессах — она снижается над циклонами и холодными воздушными массами и повышается над антициклонами и тёплыми воздушными массами. Так как высота тропопаузы повышается при более высоких температурах тропосферы, то из-за глобального потепления её средняя высота выросла на 200 метров в 2020 годах по сравнению с 1980-ми годами.

## Внеземные тропопаузы
В 1980-х годах, космический аппарат NASA обнаружил, что тропопаузы характерны и для таких планет, как Юпитер, Сатурн, Уран и Нептун, а также для спутника Сатурна — Титана. Интересно отметить, что в атмосферах совершенно разных миров эта невидимая граница проходит на одном и том же уровне: там, где давление составляет около 0,1 бар (одну десятую давления на поверхности Земли).